# All-Ireland Senior Football Championship 1979
L'All-Ireland Senior Football Championship del 1979 fu l'edizione numero 93 del principale torneo irlandese di calcio gaelico. Kerry si impose per la venticinquesima volta, la seconda consecutiva.

## All-Ireland Series

### Semifinali
| Dublino 12 agosto Semifinale | Kerry | 5-14 – 0-07 | Monaghan | Croke Park |

| Dublino 29 agosto Semifinale | Dublin | 0-14 – 1-10 | Roscommon | Croke Park |

### All-Ireland Final
| Dublino 16 settembre Finale | Kerry | 3-13 – 1-08 | Dublin | Croke Park |